# 칼례타드상미겔

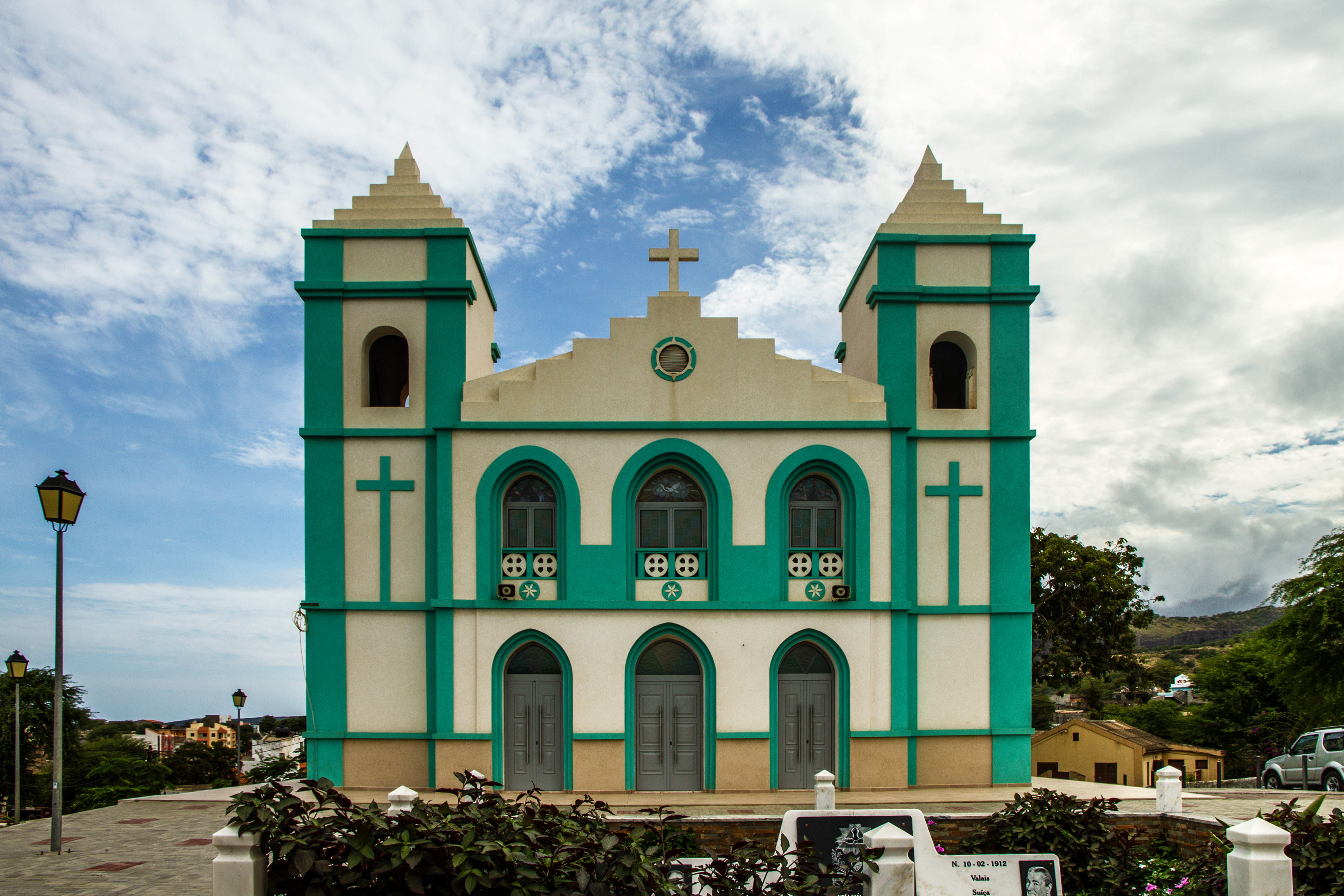

칼례타드상미겔(포르투갈어: Calheta de São Miguel)은 카보베르데 산티아구섬 동부 연안에 위치한 도시로 인구는 3,175명(2010년 기준)이다. 행정 구역상으로는 상미겔시에 속한다. 카보베르데의 수도인 프라이아에서 북쪽으로 31km 정도 떨어진 곳에 위치한다.